# Max Pommer (Architekt)

Max Pommer (1913)

Max Pommer (* 4. April 1847 in Chemnitz; † 5. Juli 1915 in Leipzig; vollständiger Name: Emil Max Theodor Pommer) war ein deutscher Architekt und Bauunternehmer, er gilt als einer der Pioniere des Stahlbetonbaus in Deutschland.

## Leben und Wirken

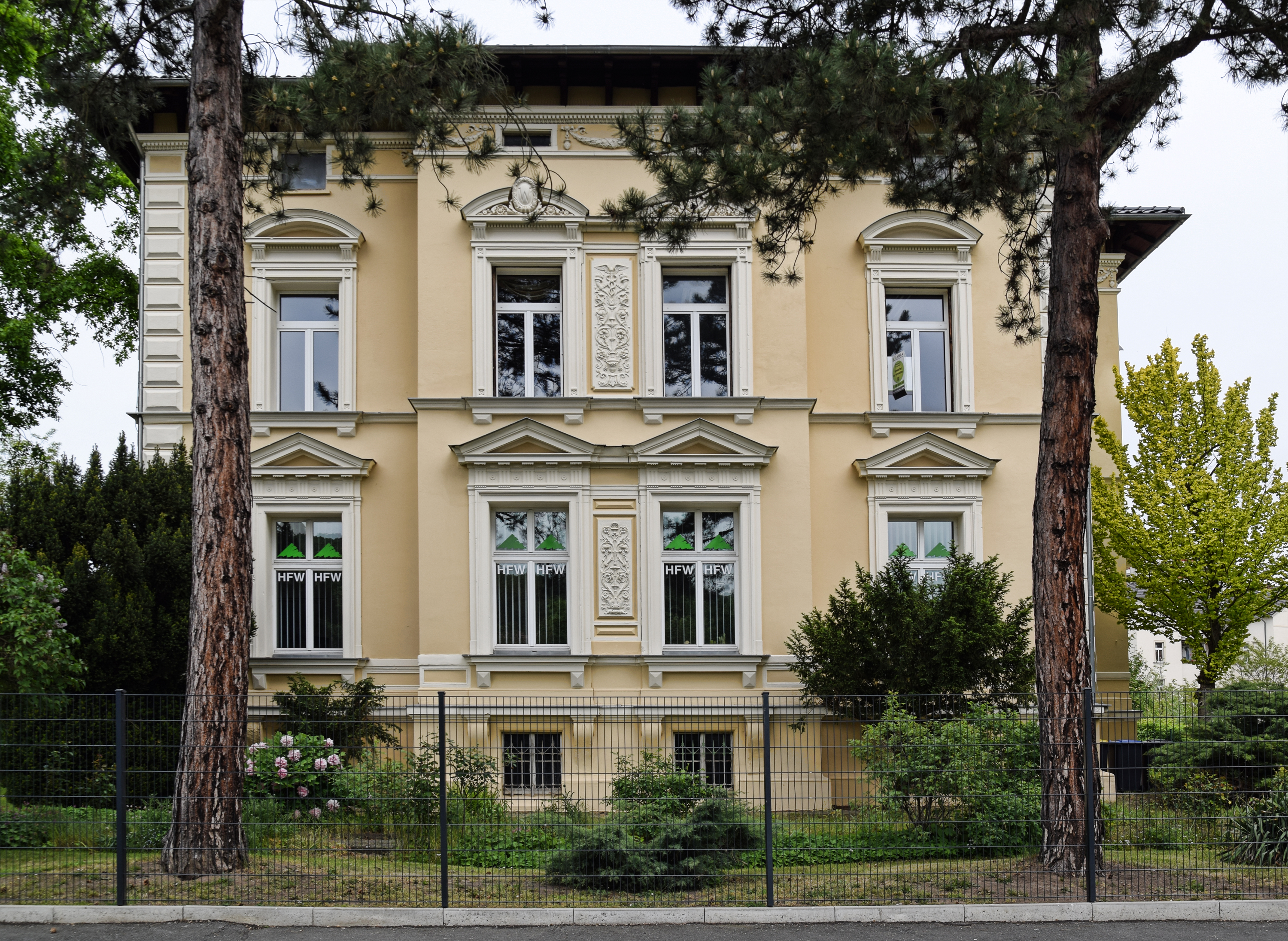
Die Villa Löblich in der Geraer Hainstraße 22 (1881–1882)

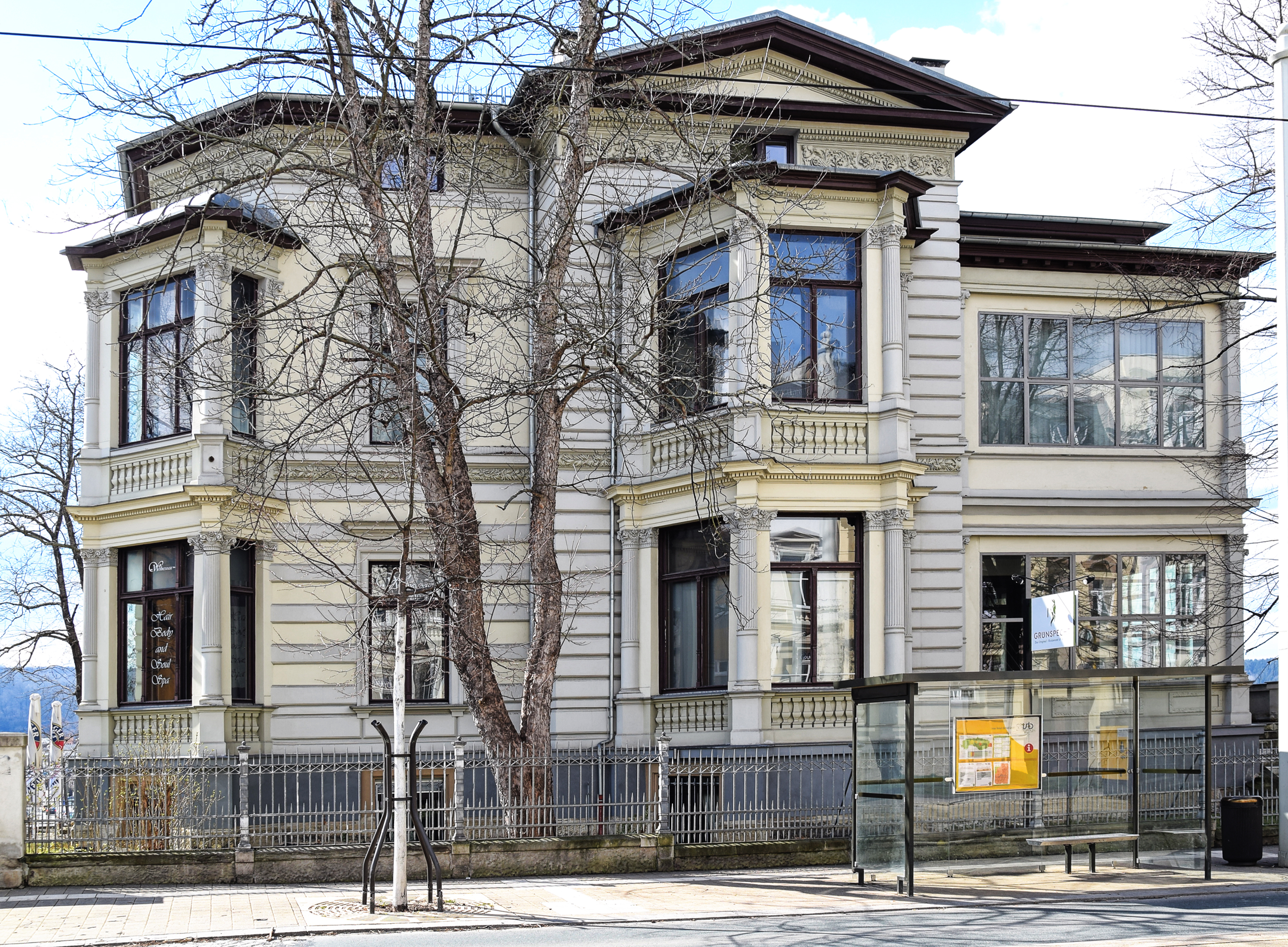
Die Villa Löblich in der Geraer Friedrich-Engels-Straße 9 (1881–1882)

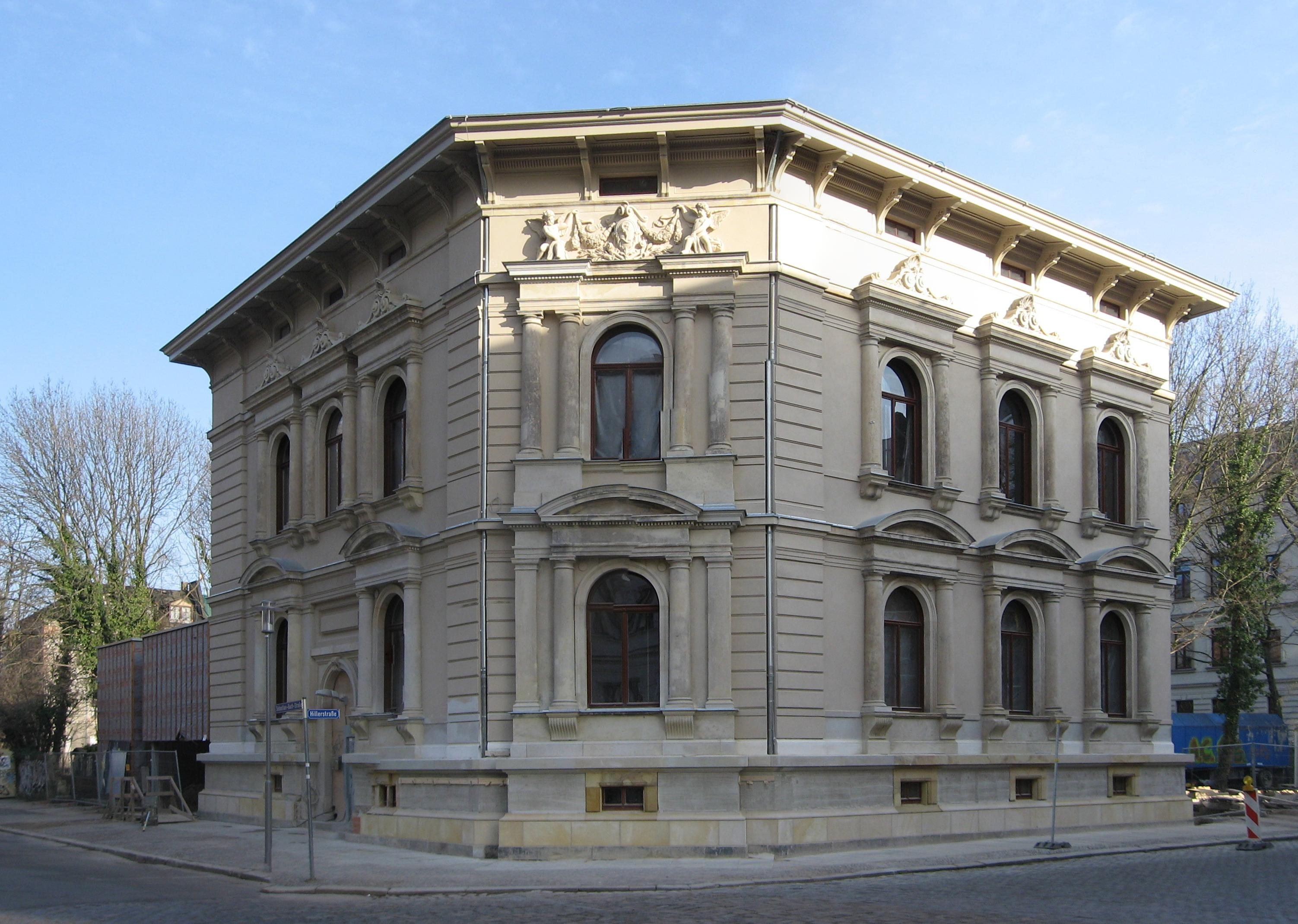
Die Villa Ledig (heute Villa Thomana in der Leipziger Sebastian-Bach-Straße 3) (1881–1883)

Max Pommer war der Sohn des Kaufmanns Emil Theodor Pommer (1816–1856) und der Gastwirtstochter Maria Emilie Thekla geb. Diesel (1826–1894). Nach der Konfirmation begann er eine Ausbildung zum Zimmermann und besuchte während der Wintermonate die Baugewerbeschule. 1864 ging er nach Hannover ins Atelier des Baurats Conrad Wilhelm Hase (1818–1902) und studierte dort an der damaligen Polytechnischen Schule. Nach dem Militärdienst als Einjährig-Freiwilliger 1867/1868 in Dresden trat er in Duisburg eine Stellung als Bauzeichner an. 1869 leitete er in Paderborn den Wiederaufbau der Abdinghofkirche.
Nach dem Ende des Deutsch-Französischen Krieges, in dem er als Gefreiter das Eiserne Kreuz II. Klasse erhielt, fand er 1871 bis 1879 bei dem Leipziger Architekten Gustav Müller eine Anstellung. Als Pommer 1873 von Müller beauftragt wurde, die Ausführung und Bauleitung für die von ihm, Müller, entworfene Villa für den Verleger und Inhaber des Bibliographischen Institutes, Herrmann Julius Meyer, in der Plagwitzer Straße 44 (heute Käthe-Kollwitz-Straße 82) zu übernehmen, lernten Meyer und Pommer sich kennen und schätzen und der Verleger wurde Pommer väterlicher Freund, maßgeblicher Auftraggeber und Geschäftspartner.
1873 ging Pommer jedoch erst einmal nach Frankfurt am Main und übernahm die Leitung des Baues des Städelschen Kunstinstituts, kam nach dessen Fertigstellung nach Leipzig zurück und trat wieder in das Büro von Gustav Müller ein.
Am 11. Oktober 1875 heiratet er in der Geraer Salvatorkirche Helene Pauline Weber (1853–1928). Mit ihr zusammen hatte Pommer sechs Kinder. Die Töchter Käthe (geb. 1876), Helene (geb. 1877) und Marie Margarete (geb. 1886) halfen Max Pommer später bei den Bürotätigkeiten. Die Söhne Max (geb. 1879) und Hans (geb. 1882) sollten beruflich in seine Fußstapfen treten und sowohl als Architekten tätig werden wie auch die von Max Pommer aufgebaute, den Stahlbetonbau in Leipzig etablieren helfende Baufirma Max Pommer weiterführen. Der gleichnamige Dirigent ist sein Urenkel.

### Selbstständigkeit und erste Bauten
Im Jahre 1879 kündigte Pommer nach einem Streit bei Müller und eröffnete sein eigenes Architekturbüro, zunächst im Gästezimmer seiner Wohnung. Sein erster Auftrag war die Errichtung der Villa Löblich für Kammwollwarenfabrikanten Paul Löblich in der Hainstraße 22 in Gera.
Im Jahre 1881/1882 konnte er bereits auf eigene Kosten seine erste Villa in der Hillerstraße 4 erbauen, in die er dann auch einzog. Ebenfalls in den Jahren 1881–1882 errichtete er für den Likörfabrikanten Eugen Häußler in der Geraer Bismarckstraße 9 (heute Friedrich-Engels-Straße 9) die Villa Häußler.
In den Jahren 1881–1883 errichtete er für den Leipziger Kaufmann Friedrich Willibald Ledig die heute Villa Thomana genannte Villa in der namensgebenden Sebastian-Bach-Straße für das Leipziger Bachviertel. 1882–1883 erbaute er für Feodor Otto Haraxim das Fabrikgebäude für dessen Firma Haraxim & Schmidt Glacé-, Carton- und Chromopapierfabrik in der Leipziger Brandvorwerkstraße 71 (heute Nr. 54).

### Zusammenarbeit mit Hermann Julius Meyer

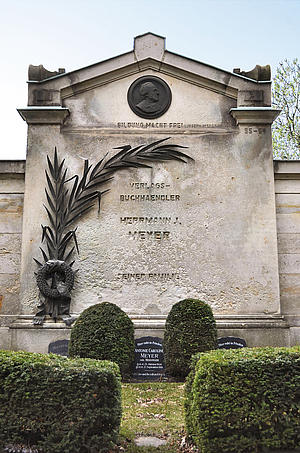
Grabstätte Familie Hermann Julius Meyer auf dem Leipziger Südfriedhof (1884)

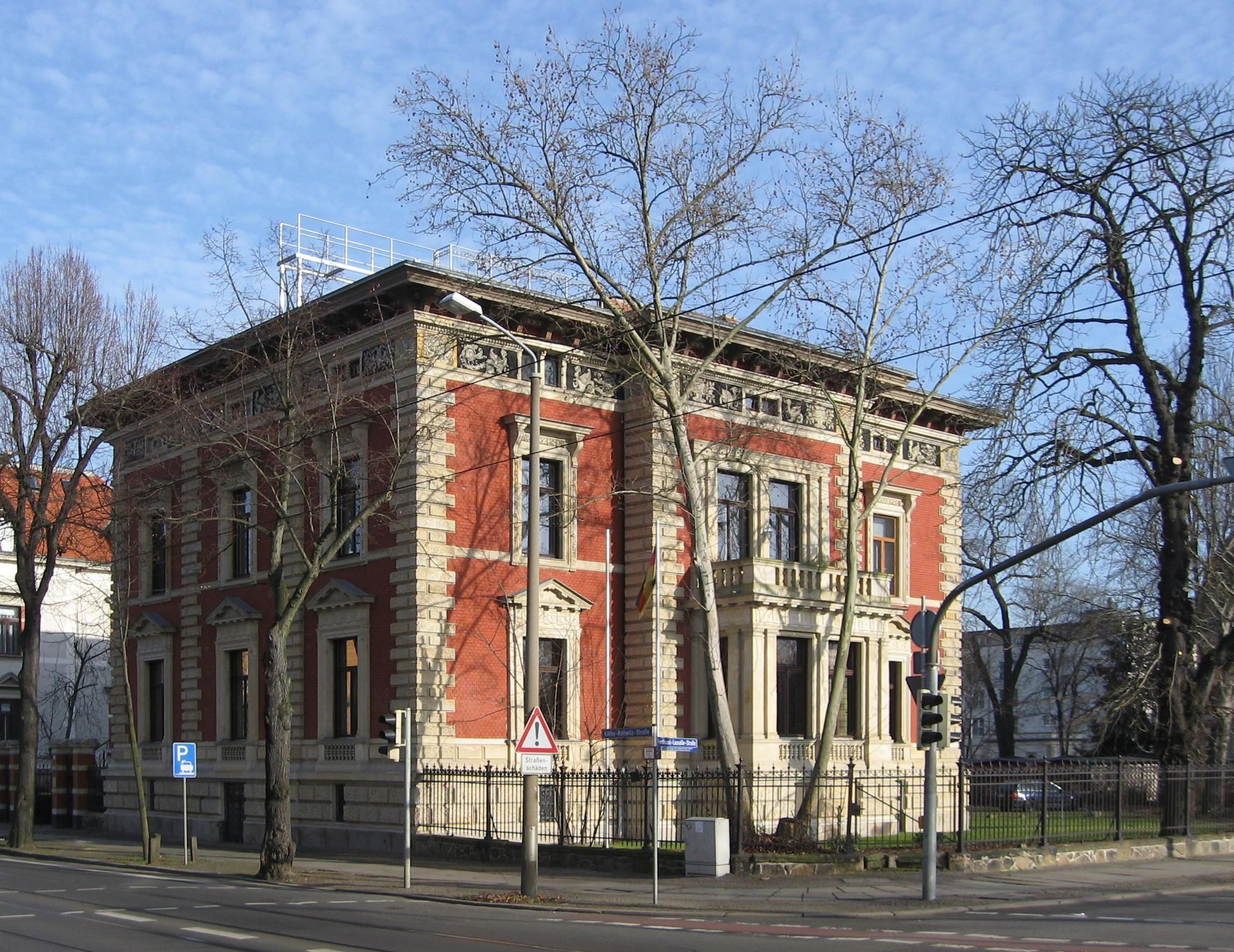
Villa Hermann Julius Meyer II (heute Club International in der Käthe-Kollwitz-Straße 115) (1884)

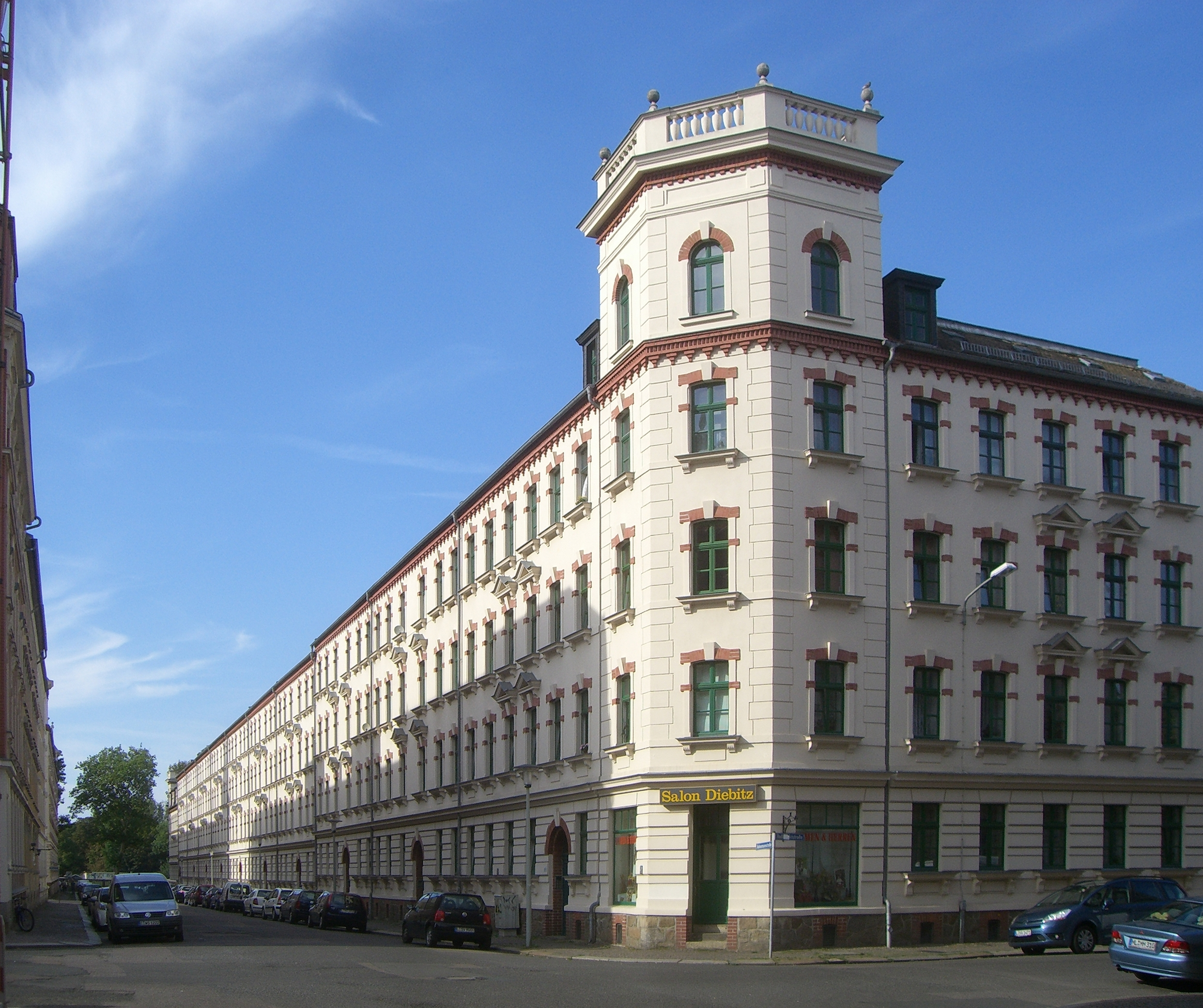
Die Wohnanlage in Lindenau

#### Die Villen Hermann Julius Meyer I bis IV
Die Zusammenarbeit mit dem Leipziger Verleger begann im Jahre 1872, als Pommer für das Architekturbüro Gustav Müller die Bauleitung für die von Müller für Meyer entworfene Villa Hermann Julius Meyer I in der heutigen Käthe-Kollwitz-Straße 82 übernahm. In der Folge sollte er mehrere Aufträger für Meyer selbst oder seine Firma übernehmen bzw. mit Meyer zusammen entwickeln, finanzieren und verkaufen.
Im Jahre 1883 kaufte er im Auftrag von Herrmann Julius Meyer ein Grundstück in der Plagwitzer Straße 55 (heute Käthe-Kollwitz-Straße 115 in Leipzig) an und errichtete dort in den Jahren 1885/1886 für Meyer die sogenannte Villa (Hermann Julius) Meyer II.
1886/1887 errichtete Pommer in der in unmittelbarer Nachbarschaft gelegenen Sebastian-Bach-Straße 44 eine weitere Villa, Villa Hermann Julius Meyer III, die Meyer im Jahre 1906 an Marie Voerster verkaufte. Die Villa brannte während des Kapp-Putsches vollständig aus und wurde in den Jahren 1921/1922 durch den Architekten Heinrich Moßdorf in veränderter Form wiederaufgebaut.
In denselben Jahren 1886/1887 erbaute Pommer für Meyer eine weitere Villa Hermann Julius Meyer (IV) in unmittelbarer Nachbarschaft zur Villa Meyer II in der Plagwitzer Straße 53 (heute Käthe-Kollwitz-Straße 113), die noch vor 1930 an Reinhold Müller verkauft wurde und bis heute erhalten ist.
Bereits im Jahre 1884 hatte Pommer zusammen mit Bildhauermeister Adolf Lehnert für Meyer auf dem Leipziger Südfriedhof (Abteilung III,5) eine Familiengrabstätte errichtet.

#### Die Meyerschen Häuser
Bekannt wurde der Architekt Max Pommer vor allem durch seine ab 1887 für die von Herrmann Julius Meyer ins Leben gerufene „Stiftung zur Erbauung billiger Wohnungen“ entworfenen Kolonien Lindenau, Eutritzsch, Reudnitz und Kleinzschocher (die Meyer’schen Häuser). Im Jahre 1887 begann Pommer mit dem Bau der ersten Kolonie, der Meyerschen Häuser in Leipzig-Lindenau auf dem Areal Demmeringstraße 8–10, Erich-Köhn-Straße 17–39, Hahnemannstraße 6–28 und 15–21, Henricistraße 25b–53, Rietschelstraße 22 sowie Roßmarktstraße 5–7 und 6–8. Bis 1892 waren dort 35 Häuser errichtet, in den Jahren bis 1896 folgten weitere 17.
Weitere Kolonien Meyerscher Häuser folgten in Eutritzsch (1899–1901) und Reudnitz (1903–1908) sowie ab 1907 in der größten Kolonie Meyerscher Häuser in Kleinzschocher ab 1907 bis insgesamt 1937.
Im Laufe der Zeit übertrug Meyer – da seine eigenen Söhne wenig Interesse an der Stiftung hatten – immer mehr Einfluss an die Familie Pommer. 1906 wurde Max Pommer Schatzmeister der Stiftung, und 1907 übereignete Meyer ihm eine Schenkung von 620.000 Mark, so dass Pommer nun finanziell vollkommen unabhängig war.

#### Mit Meyer zusammen entwickelte und vermarktete Bauten
- 1889–1890 Plagwitzer Straße 51, 51a und 51b (heute Käthe-Kollwitz-Straße 107–111): Villengruppe Meyer-Pommer[11]
- 1893–1894 Karl-Tauchnitz-Straße 41/43: Doppelvilla Meyer, wobei schon 1893 die Villa Hausnr. 43 an den ausführenden Maurermeister Bruno Oehlschlegel verkauft wurde (Kriegsverlust)

### Bauten in Leipzigs Musikviertel

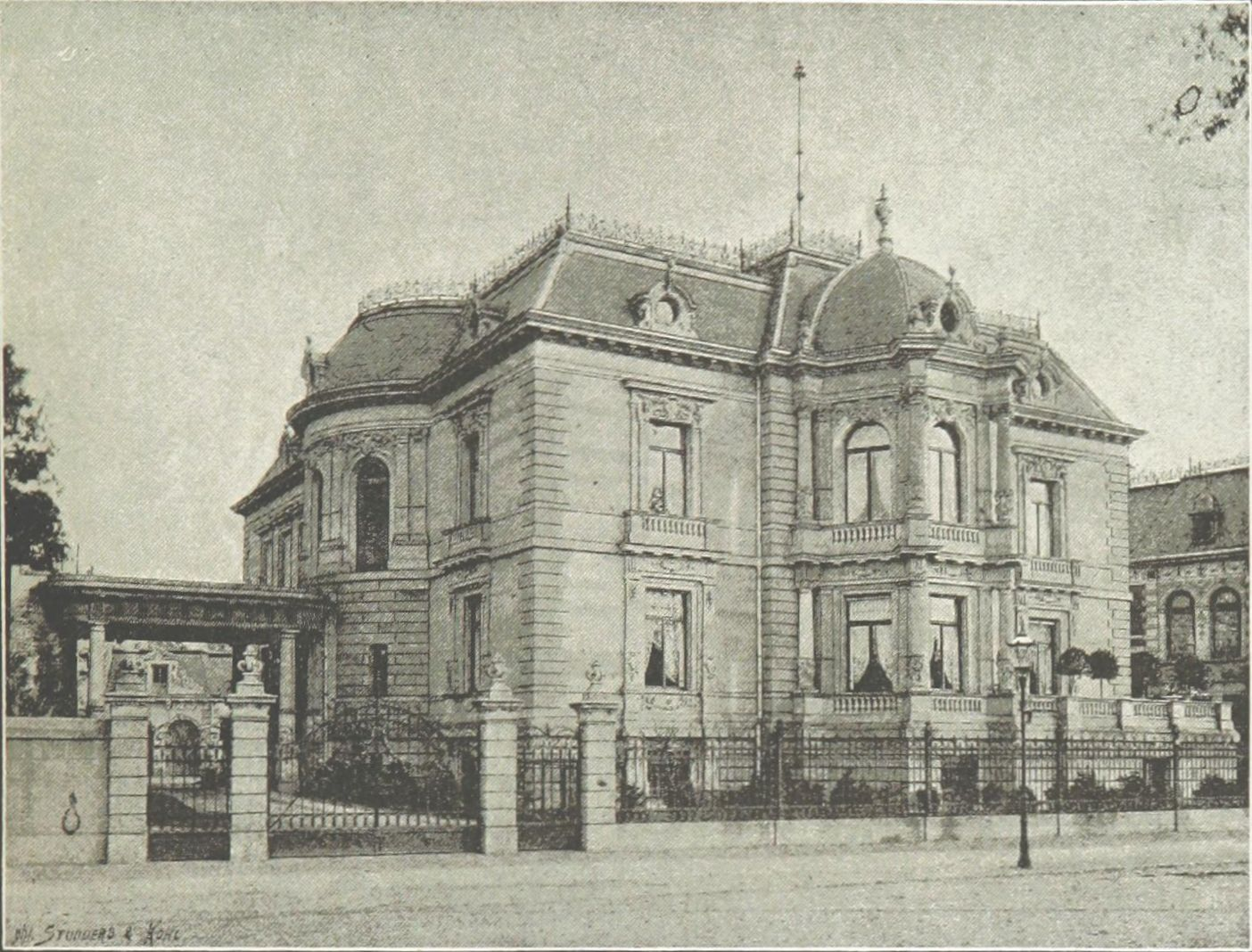
Villa Wilhelm Oelßner (Karl-Tauchnitz-Straße 13)

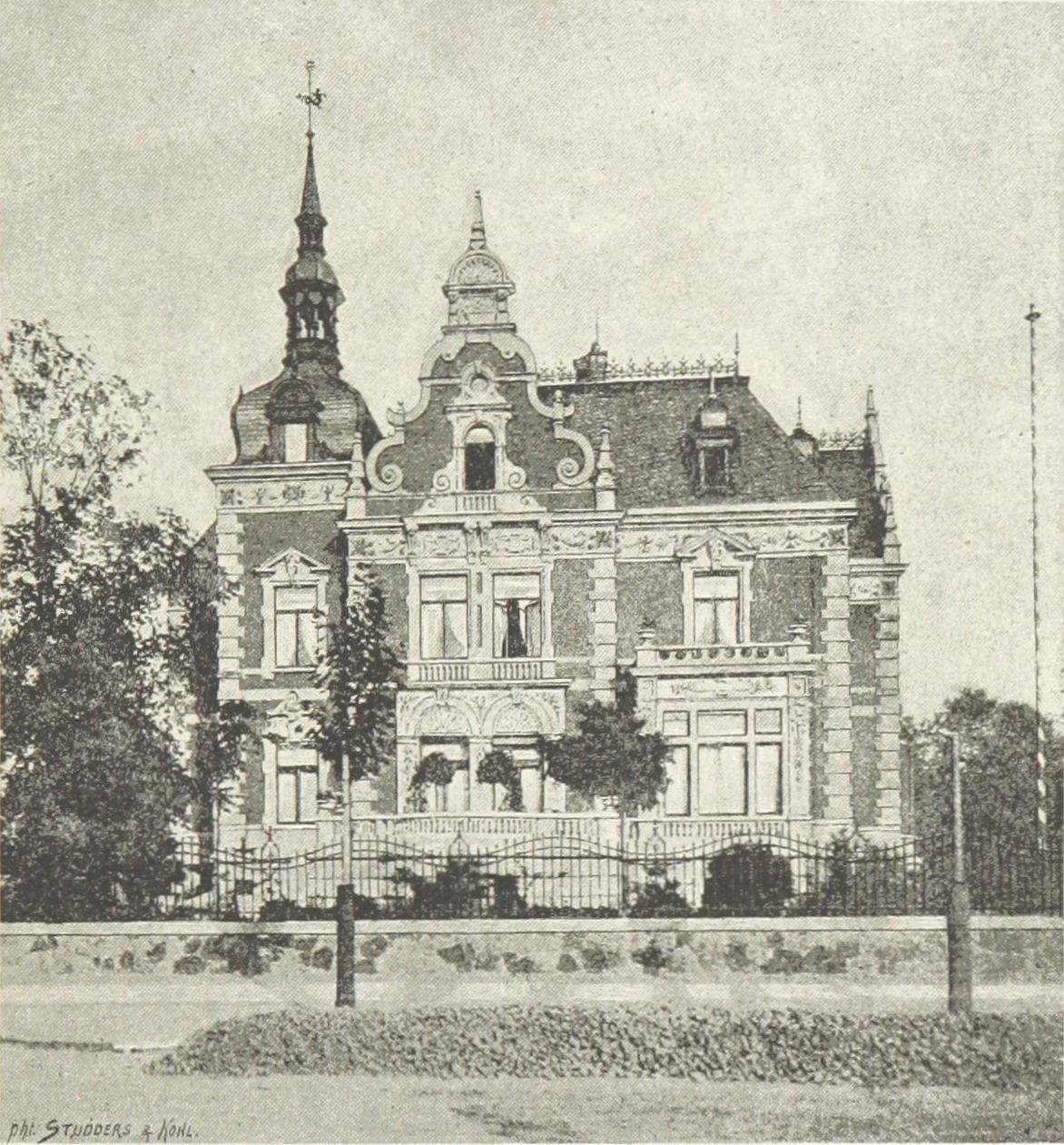
Villa Wölker (Karl-Tauchnitz-Straße 15)

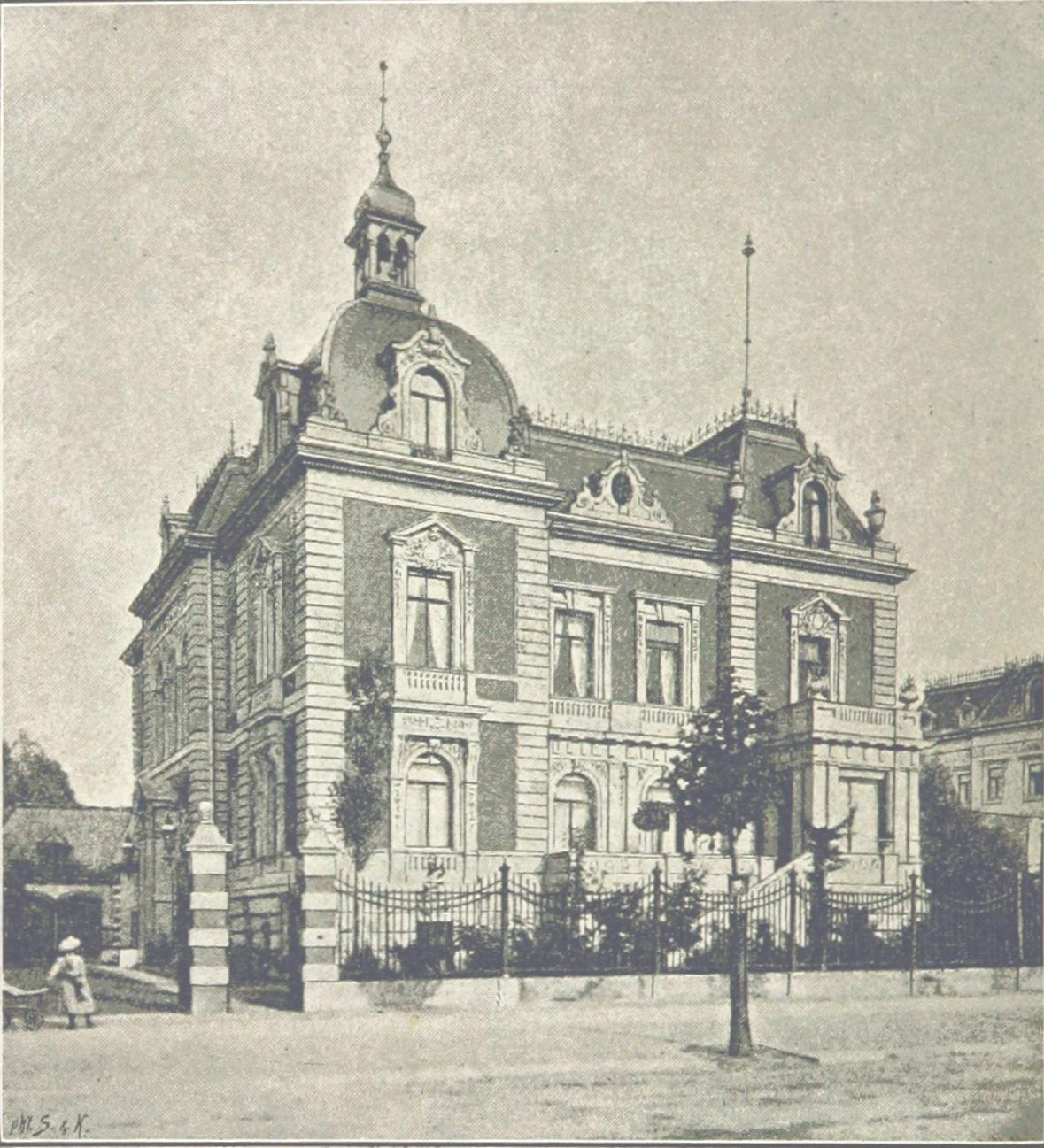
File:Villa Hilmar Girbardt (Karl-Tauchnitz-Straße 17)

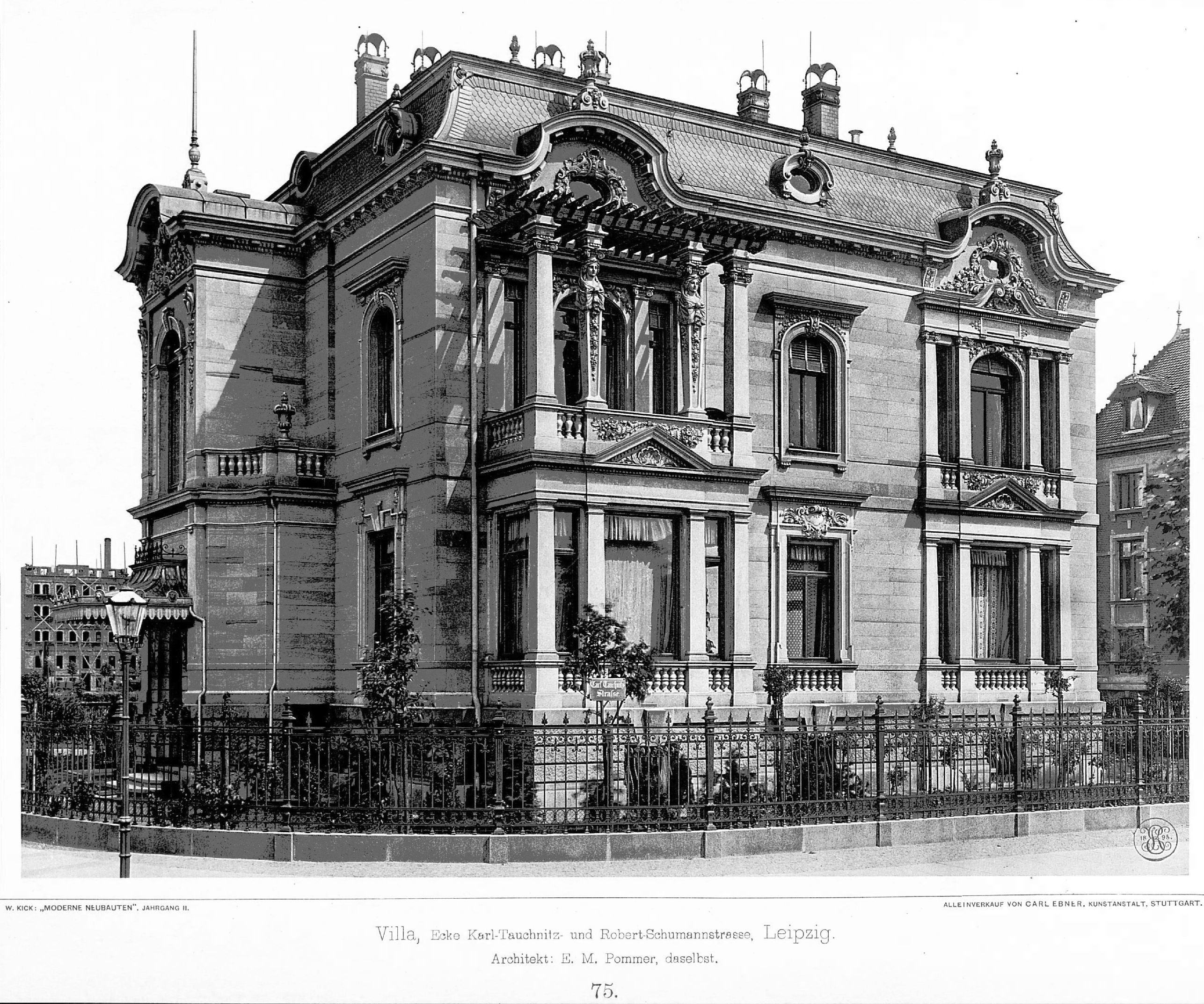
Villa Berger in der Robert-Schumann-Straße 11 Ecke Karl-Tauchnitz-Straße

Die Errichtung der prachtvollen Villa Hermann Julius Meyer II im Stile der Neorenaissance (1885/1886) brachte dem erst kurz selbstständigen Pommer den Durchbruch als Architekt in Leipzig. Er erhielt so in der Folgezeit zahlreiche Aufträge, vor allem für Stadtvillen in Leipzig. Sein Partner auf dem Gebiet der Bauplastik war häufig der Bildhauer Josef Mágr.
Einen Schwerpunkt seiner Tätigkeit in den 1880er und 1890er Jahren bildete das sogenannte Musikviertel in Leipzig, insbesondere die Karl-Tauchnitz-Straße; hier errichtete Pommer:
- 1888–1889: Villa Oelßner (Kriegsverlust)
- 1888–1889: Villa Wölker (Kriegsverlust)
- 1888–1889: Villa Girbardt (Kriegsverlust)
- 1889–1890: Karl-Tauchnitz-Str. 23: Villa Oskar Langbein (Rechtsanwalt) (erhalten)
- 1889–1890: Karl-Tauchnitz-Str. 27: Villa Konsul Fritz Nachod (Kriegsverlust)
- 1890–1891: Villa Hermann Beckmann (Kriegsverlust)
- 1891 Haydnstraße 20: Villa Hans Meyer für den Afrikaforscher Professor Hans Meyer
- 1891–1892: Wächterstraße 13: Villa Sieskind für den Bankier und Ehrenbürger der Stadt Leipzig Sieskind Sieskind
- 1891–1892: Beethovenstraße 16: Villa Schreiber für den Bankier Georg Schreiber
- 1892–1893: Karl-Tauchnitz-Str. 33: Villa Cichorius für den Kaufmann Johannes Carl Cichorius (erhalten)
- 1893–1894: Schwägrichenstraße 8: Villa Pommer, auf eigene Rechnung erbaut, 1894 an den Verleger Heinrich Hirzel verkauft (Kriegsverlust)
- 1893–1894: Robert-Schumann-Straße 11 Ecke Karl-Tauchnitz-Str. 31: Villa Berger für die Pastorenwitwe Anna Louise Berger (Kriegsverlust)
- 1893–1894: Karl-Tauchnitz-Str. 8: Villa Reißig für den Leipziger Kaufmann Christian Gottfried Hermann Reißig (1924 verkauft, 1941 enteignet, danach Nutzung als „Haus der Frau“, von 1965 bis 1993 Literaturinstitut „Johannes R. Becher“, 1995 Rückübertragung; 1997 Sanierung und Dachgeschossausbau)
- 1893–1894: Karl-Tauchnitz-Str. 4: Villa Anna Göhring für die Witwe des Generalkonsuls W. Göhring (vermutlich)[12]
- 1894–1895: Karl-Tauchnitz-Str. 12: Villa Martha Schmidt-Reißig (Kriegsverlust, nur eine denkmalgeschützte Remise ist erhalten. Diese firmiert jetzt unter Hausnummer Karl-Tauchnitz-Straße 12 und wird seit ihrer Sanierung 1994 als Frisiersalon genutzt.)
- 1895: Wilhelm-Seyfarth-Straße 2: Villa Mayer für Fritz Mayer (Kriegsverlust)
- 1895–1896: Karl-Tauchnitz-Str. 6: Villa Harck für den Leipziger Stadtrat und Rittergutsbesitzer Friedrich Julius Ferdinand Theodor Harck (1827–1908)[13]
- 1897–1898: Karl-Tauchnitz-Str. 7: Villa Reißig für Kaufmann Hugo Reißig (1998 saniert, seit 2001 Klinik für kosmetische & plastische Chirurgie)
- 1898–1899: Karl-Tauchnitz-Str. 1: Villa Klinkhardt für den Leipziger Verleger Robert Julius Klinkhardt[14]
- 1897–1899: Karl-Tauchnitz-Str. 3: Villa Helene Schunk für Fräulein Helene Julia Elisabeth Schunck (1915 im Besitz des Verlegers und Stadtrats Conrad Georg Thieme; Anbau Terrasse nach Plänen von William Zweck). 1945 an Nordostecke beschädigt, 1946 repariert, 1956/57 Dachgeschossfenster von Walther Beyer vergrößert. saniert: 2002 (als Ärztehaus), 2006 Anbau Wintergarten[15]

### Max Pommers eigene Bauwerke

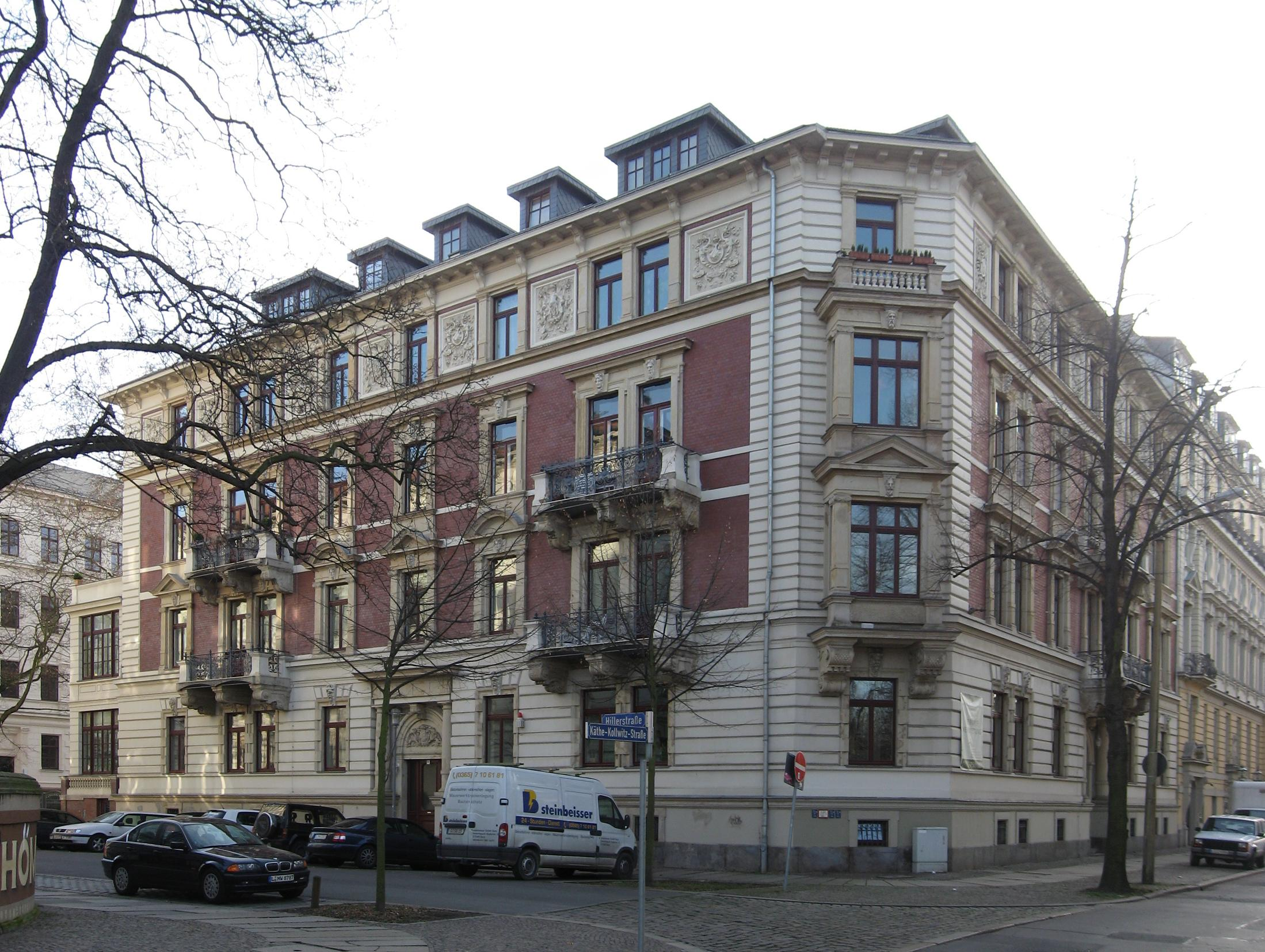
Pommers Wohnhaus in der Hillerstraße 9 (2008)

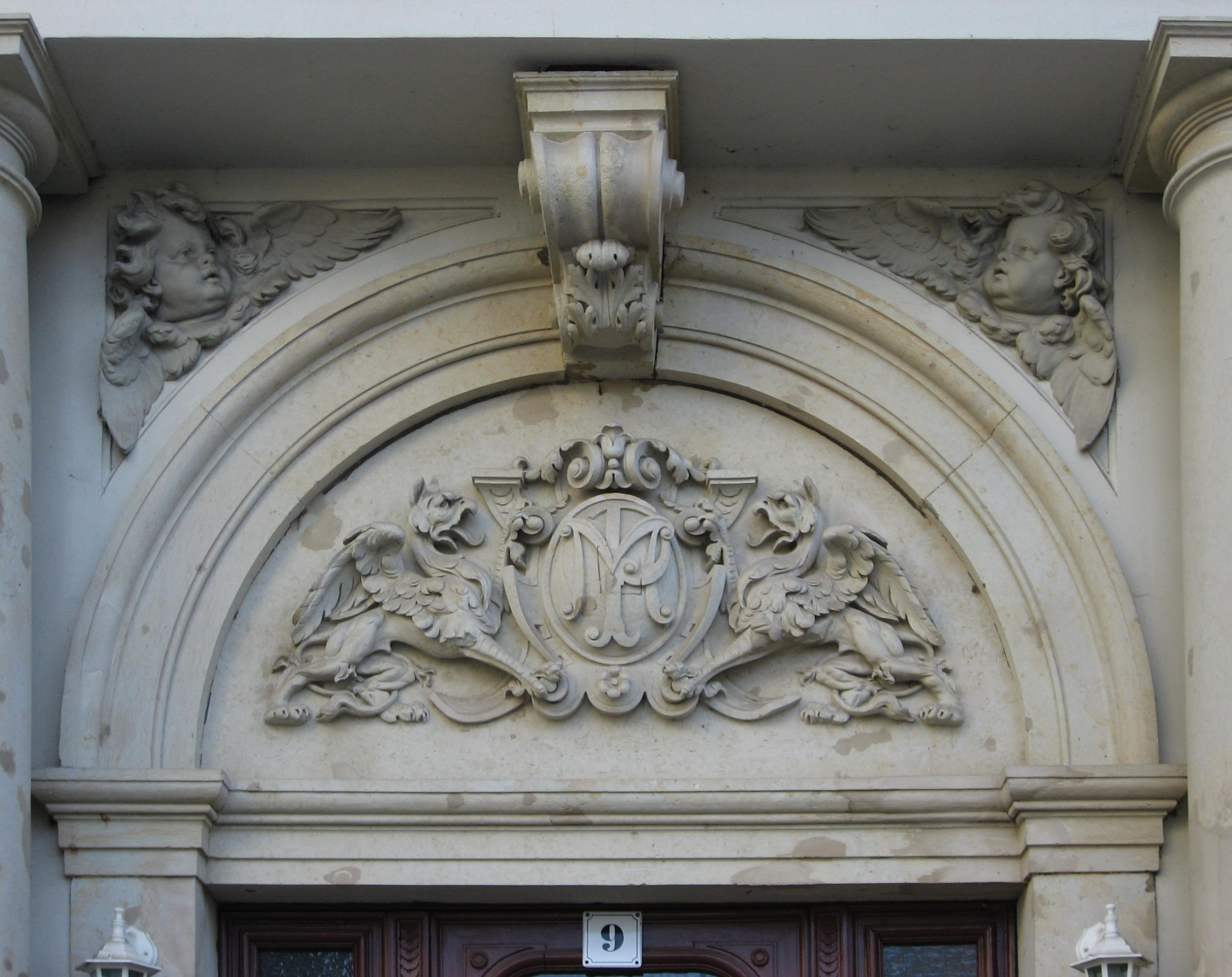
Initialen MP (= Max Pommer) über dem Hauseingang Hillerstraße 9 (2008)

1885 baute Pommer sein eigenes Mietshaus in der Hillerstraße 9, Ecke Plagwitzer Straße 7 (heute Käthe-Kollwitz-Straße 69). In diesem Haus richtete er auch sein Büro ein. Das Gebäude befand sich bis 1993 im Privatbesitz der Familie Pommer. Nach dem Verkauf wurde es in den Jahren 1995–1997 umfassend saniert und 2004 wurden Balkons auf der Hofseite ergänzt.
In den Jahren 1887/1888 errichtete er, ebenfalls im Bachviertel das auch Wohnhaus Pommer genannte Haus in der Moschelesstraße 4, das er jedoch schon vier Jahre später an den ehemaligen Leipziger Lehrer Friedrich August Emil Marggraf verkaufte.
Darüber hinaus besaß die Familie Pommer bis zum Jahre 1995 noch eines der drei Häuser der Villengruppe Meyer-Pommer in der Käthe-Kollwitz-Straße 109.

### Max Pommer als Pionier der Stahlbeton-Bauweise

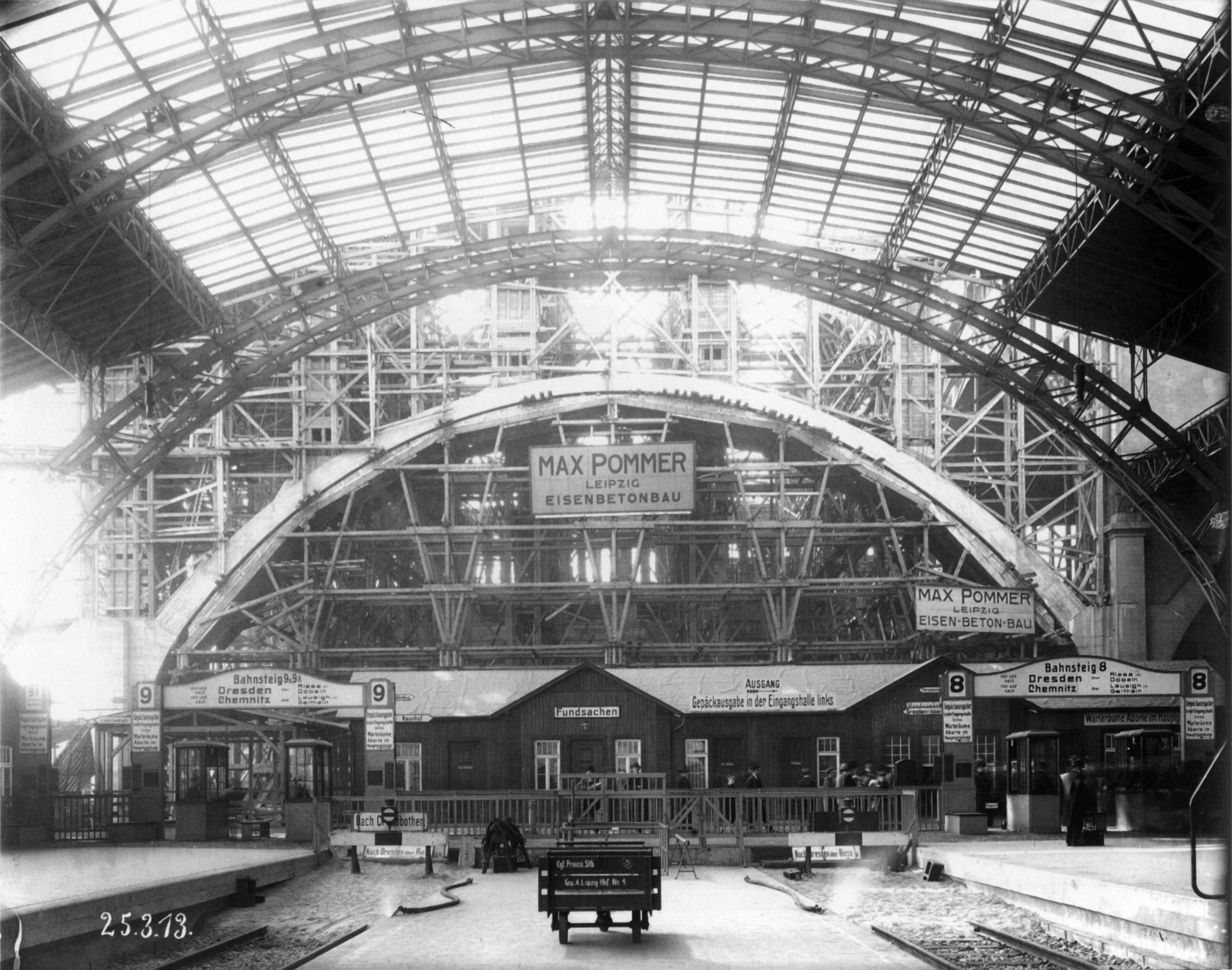
Beim Bau des Leipziger Hauptbahnhofs im Jahre 1913: Deutlich zu erkennen die Schilder „MAX POMMER LEIPZIG EISEN-BETON-BAU“.

Ende des 19. Jahrhunderts setzte sich in Frankreich die Eisenbetonbauweise durch. Die deutschen Lizenzverträge für die Patente von Joseph Monier waren schon vergeben, als der Franzose François Hennebique mit der Entwicklung seines Plattenbalkens die Tragfähigkeit von Eisenbetonkonstruktionen entscheidend verbesserte. Da sich keine Firma bereitfand, die Ausführung nach Pommers Plänen zu übernehmen, führte er seinen Erweiterungsbau für die Notendruckerei C. G. Röder in Leipzig selbst aus. Das am 7. Januar 1899 eröffnete Gebäude ist der älteste erhaltene mehrgeschossige Stahlbetonbau Deutschlands. Infolge dieses Auftrages verhandelte Pommer mit der Offenbacher Firma Martenstein & Josseaux über die Hennebique-Lizenzerteilung für Sachsen, die er am 13. Juni 1898 auch erhielt.

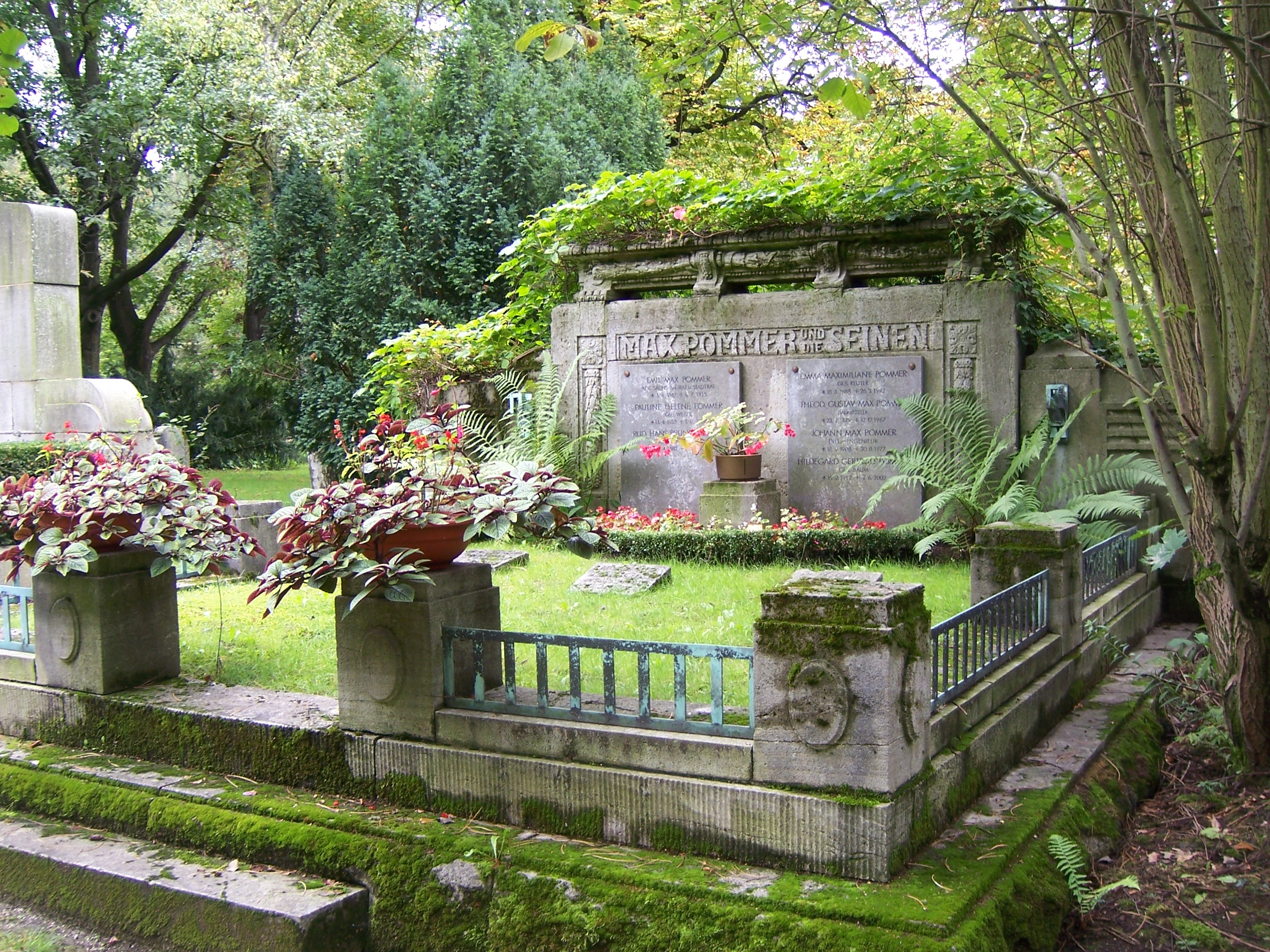
Grabstätte der Familie Max Pommer auf dem Südfriedhof in Leipzig (2011)

Pommer widmete sich immer weniger seiner Architektentätigkeit, dafür mehr und mehr der Tätigkeit als Bauunternehmer. Anfangs betrieb er seine Betonbaufirma noch innerhalb seines Architekturbüros, 1905 war sie schon so gewachsen, dass Pommer sein Büro in die Weststraße 65 verlegen musste. Am 28. Dezember 1906 ließ er seine Firma Eisenbetonbau Max Pommer ins Handelsregister eintragen. Pommer war nun immer seltener als Architekt tätig, bis er schließlich mit Ende des Jahres 1912 sein Architekturbüro auflöste und nur noch in seinem immer erfolgreicher werdenden Bauunternehmen tätig war.
Das Grab von Max Pommer befindet sich auf dem Leipziger Südfriedhof.

## Ehrungen
König Albert von Sachsen ernannte Pommer am 22. April 1902 zum (königlich sächsischen) Baurat. König Friedrich August III. von Sachsen zeichnete ihn am 22. Mai 1909 mit dem Ritterkreuz I. Klasse des Königlich Sächsischen Albrechts-Ordens aus; den Orden überreichte der Leipziger Oberbürgermeister Rudolf Dittrich.
Im Leipziger Ortsteil Reudnitz-Thonberg wurde die Max-Pommer-Straße nach ihm benannt.

## Bauwerke (Auswahl)
Diese Liste verzeichnet nur Bauwerke, deren Entwurf Max Pommer als Architekt zugeschrieben werden kann. Bauten, die er als Bauunternehmer ausgeführt hat, finden sich im Artikel Pommer Spezialbetonbau.
- 1881–1883: Villa Thomana in Leipzig, Sebastian-Bach-Straße 3
- 1885: Haus Pommer in Leipzig, Ecke Hillerstraße 9 / Käthe-Kollwitz-Straße 69
- 1885–1886: Villa Meyer in Leipzig, Käthe-Kollwitz-Straße 115
- 1885–1900: 21 Villen im Musikviertel in Leipzig, hauptsächlich in der Karl-Tauchnitz-Straße
- 1890: Umgestaltung des Schreberbads in Leipzig
- Meyer’sche Häuser in Leipzig
- Gartenstadt Alt-Lößnig
- 1906–1908: „Märchenhaus“, Philipp-Rosenthal-Straße 21
- 1907: Villa Schwanefelder Straße 11–13 in Meerane
- 1906–1908: Oelßners Hof

## Schriften
- Praktische Lösungen der Wohnungsfrage. In: Georg Merseburger (Hrsg.): Leipziger Kalender 1904. von Schalscha-Ehrenfeld, Leipzig 1904, S. 79–84.